# Hedysarum kamcziraki
Hedysarum kamcziraki är en ärtväxtart som beskrevs av Karimova. Hedysarum kamcziraki ingår i släktet buskväpplingar, och familjen ärtväxter. Inga underarter finns listade i Catalogue of Life.